# Rønnaug Schei
Rønnaug Schei (* 28. Juni 1977) ist eine ehemalige norwegische Skilangläuferin.

## Werdegang
Schei, die für den Stadsbygd IL startete, trat international erstmals bei den Nordischen Junioren-Skiweltmeisterschaften 1996 in Asiago in Erscheinung. Dort belegte sie den 26. Platz über 5 km klassisch. Im folgenden Jahr holte sie bei den Nordischen Junioren-Skiweltmeisterschaften in Canmore die Bronzemedaille mit der Staffel. Zudem belegte sie dort den 11. Platz über 15 km Freistil und den zehnten Rang über 5 km klassisch. Im März 1997 debütierte sie in Oslo im Weltcup und errang dabei den 12. Platz mit der Staffel. In der Saison 1997/98 holte sie in Lahti mit dem 26. Platz über 15 km Freistil ihre ersten Weltcuppunkte und in Meråker mit dem dritten Platz über 5 km Freistil und dem ersten Rang über 10 km klassisch ihre einzigen Podestplatzierungen im Continental-Cup. In der Saison 1999/2000 kam sie zehnmal in die Punkteränge. Dabei erreichte sie mit dem vierten Platz im Sprint in Kitzbühel ihr bestes Einzelergebnis und mit dem 29. Platz im Gesamtweltcup ihr bestes Gesamtergebnis. Zudem wurde sie in Davos Dritte mit der Staffel. Ihr 31. und damit letztes Weltcupeinzelrennen absolvierte sie im März 2002 mit dem Birkebeinerrennet, das sie auf dem 46. Platz beendete.
Seit dem 30. Dezember 2004 ist  Rønnaug Schei mit dem norwegischen Skilangläufer Thomas Alsgaard verheiratet.

## Siege bei Continental-Cup-Rennen
| Nr. | Datum             | Ort     | Disziplin       | Serie           |
| --- | ----------------- | ------- | --------------- | --------------- |
| 1.  | 14. Dezember 1997 | Meråker | 10 km klassisch | Continental-Cup |

## Platzierungen im Weltcup

### Weltcup-Statistik
Die Tabelle zeigt die erreichten Platzierungen im Einzelnen.
- 1.–3. Platz: Anzahl der Podiumsplatzierungen
- Top 10: Anzahl der Platzierungen unter den ersten zehn
- Punkteränge: Anzahl der Platzierungen innerhalb der Punkteränge
- Starts: Anzahl gelaufener Rennen in der jeweiligen Disziplin
- Hinweis: Bei den Distanzrennen erfolgt die Einordnung gemäß FIS.

| Platzierung         | Distanzrennen a | Distanzrennen a | Distanzrennen a | Distanzrennen a | Distanzrennen a | Skiathlon Verfolgung | Sprint | Etappen- rennen b | Gesamt | Team c | Team c  |
| Platzierung         | ≤ 5 km          | ≤ 10 km         | ≤ 15 km         | ≤ 30 km         | > 30 km         | Skiathlon Verfolgung | Sprint | Etappen- rennen b | Gesamt | Sprint | Staffel |
| ------------------- | --------------- | --------------- | --------------- | --------------- | --------------- | -------------------- | ------ | ----------------- | ------ | ------ | ------- |
| 1. Platz            |                 |                 |                 |                 |                 |                      |        |                   |        |        |         |
| 2. Platz            |                 |                 |                 |                 |                 |                      |        |                   |        |        |         |
| 3. Platz            |                 |                 |                 |                 |                 |                      |        |                   |        |        | 1       |
| Top 10              |                 |                 |                 |                 |                 |                      | 2      |                   | 2      | 1      | 7       |
| Punkteränge         | 2               | 3               | 3               | 1               | 1               | 2                    | 2      |                   | 14     | 2      | 9       |
| Starts              | 9               | 5               | 6               | 2               | 2               | 3                    | 4      |                   | 31     | 2      | 9       |
| Stand: Karriereende |                 |                 |                 |                 |                 |                      |        |                   |        |        |         |

### Weltcup-Gesamtplatzierungen
| Saison    | Gesamt | Gesamt | Langdistanz | Langdistanz | Sprint | Sprint |
| Saison    | Punkte | Platz  | Punkte      | Platz       | Punkte | Platz  |
| --------- | ------ | ------ | ----------- | ----------- | ------ | ------ |
| 1997/98   | 5      | 70.    | 5           | 43.         | -      | -      |
| 1998/99   | 23     | 53.    | 14          | 40.         | 9      | 70.    |
| 1999/2000 | 150    | 29.    | 8 52 1      | 50. 27. 1   | 90     | 19.    |